# جوکندان بزرگ
جوکندان بزرگ، روستایی در دهستان نیل‌رود بخش جوکندان شهرستان تالش در استان گیلان ایران است. این روستا، مرکز دهستان نیل‌رود است.

## جمعیت
بر پایه سرشماری عمومی نفوس و مسکن در سال ۱۳۹۵، جمعیت این روستا برابر با ۹۹۰ نفر (۲۸۱ خانوار) بوده است.